# Entner-Doudorofov put
Entner-Doudorofov put (ED put) opisuje put serije enzimski katalizovanih hemijskih reakcija, koje su aktivne u bakterijskom primarnom metabolizmu. To je put kojim se katabolizuje glukoza do piruvinske kiseline koristeći enzime koji su različiti od onih koji se koriste pri glikolizi ili u putu pentoza fosfata (dva metabolička puta koja su široko zastupljena kod bakterija). ED put su prvi izučavali Majkl Doudorof i Natan Entner sa Bakteriološkog departmana Univerziteta Kalifornije u Berkliju 1952. godine. Nedavni rad na Entner–Duodorofovom putu je pokazao da njegova upotreba nije ograničena na prokariote, kako se ranije mislilo. Specifično, postoji direktna evidencija da Hordeum vulgare koristi Entner-Doudorofov put. Upotreba Entner-Doudorofovog puta među drugim biljkama kao što su mahovine i paprati je isto tako široko raširena sudeći po preliminarnoj analizi podataka sekvenciranja.
Osobena svojstva Entner-Doudorofovog puta su:
- Koristi 6-fosfoglukonatnu dehidratazu i 2-keto-3-deoksifosfoglukonatnu aldolazu za kreiranje piruvata iz glukoze.
- Ima neto prinos od 1 ATP molekula za svaki obrađen molekul glukoze, kao i 1 NADH i 1 NADPH. U poređenju s tim glikoliza ima neto prinos od 2  molekula i 2 NADH molekula za svaki metabolisani molekul glukoze.

## Organizmi koji koriste Entner-Doudorofov put
Postoji nekoliko bakterija koje koriste Entner-Doudorofov put za metabolizam glukoze i koje nemaju sposobnost katabolizma glikolizom (e.g., njima nedostaju esencijalni glikolitički enzimi, poput odsustva fosfofruktokinaze kod roda Pseudomonas).  Rodovi u kojima je ovaj put prominentan obuhvataju Gram-negativne bakterije, kao što je navedeno ispod, Gram-pozitivne bakterije, kao što je Enterococcus faecalis, kao i nekoliko Archaea, druge distinktne grane prokariota (i „trećeg domena života, nakon prokariotskih bakterija i eukariota). Većina organizama koji koriste ovaj put je aerobna, usled niskog ATP prinosa po metabolizovanom molekulu glukoze.
Primeri bakterija koje koriste ovaj put su:
- ,[6] rod Gram-negativnih bakterija
- ,[7] rod Gram-negativnih bakterija
- ,[8] rod Gram-negativnih bakterija koje su asocirane sa biljnim korenom i učestvuju u biljnoj diferencijaciji
- ,[9] biljni patogeni (onkogeni) rod Gram-negativnih bakterija, koji takođe ima biotehnološku primenu
- ,[6] Gram-negativna bakterija
- ,[10] Gram-pozitivna bakterija
- , Gram-negativni fakultativni anaerob
- ,[11] Gram-negativna bakterija koja koristi ovaj put kao glavnu rutu obezbeđivanja energije.
- , ječam koristi uses Entner-Doudorofov put.[2]

Entner-Doudorofov put je prisutan u mnogim vrstama Archaea, čiji metabolizmi „podsećaju ... po [njihovoj] kompleksnosti na one kod bakterija i nižih eukariota”. Ovaj metabolički put je obično obuhvaćen, kao i Embden-Mejerhof-Parnasov put glikolize, ali najčešće kao jedinstvene, modifikovane varijante.

## Literatura
- Bräsen C.; D. Esser; B. Rauch & B. Siebers (2014) "Carbohydrate metabolism in Archaea: current insights into unusual enzymes and pathways and their regulation," Microbiol. Mol. Biol. Rev. 78(1; March), pp. 89–175, DOI 10.1128/MMBR.00041-13, see  or , accessed 3 August 2015.
- Ahmed, H.; B. Tjaden; R. Hensel & B. Siebers (2004) "Embden–Meyerhof–Parnas and Entner–Doudoroff pathways in Thermoproteus tenax: metabolic parallelism or specific adaptation?," Biochem. Soc. Trans. 32(2; April 1), pp. 303–304, DOI 10.1042/bst0320303, see , accessed 3 August 2015.
- Conway T. (1992) "The Entner-Doudoroff pathway: history, physiology and molecular biology," FEMS Microbiol. Rev., 9(1; September), pp. 1–27, see , accessed 3 August 2015.
- Snyder, L., Peters, J. E., Henkin, T. M., & Champness, W. (2013). Molecular genetics of bacteria. American Society of Microbiology.